# Léo bête à part
Léo bête à part (stilizzato Léo... bête à part...) è una serie di fumetti umoristici con protagonista un leopardo che cerca di fuggire da uno zoo. L'eroe fa la sua comparsa nel numero 6 di Pif Gadget, nel marzo 1969, su sceneggiatura di Jean Sanitas e disegni di Roger Masmonteil, alias Mas.

## Storia
Leo è un leopardo. Come la maggior parte degli animali della serie di Mas, ha il dono della parola e cammina in posizione eretta. Nelle sue prime due apparizioni, viene presentato come un animale itinerante in cerca di adozione per avere cibo e riparo. Ma ogni volta viene scambiato per un gatto, il che lo offende profondamente. Alla sua terza apparizione, quando prende un taxi e chiede di essere portato in un hotel, l'autista lo scambia per un gatto e lo porta al canile. Léo, offeso, precisa di essere un leopardo. Il taxi lo porta poi allo zoo di Vincennes, nel quale rimarrà stabilmente.
In metà delle sue avventure, cerca di fuggire dallo zoo. Ma il guardiano è sempre all'erta e lo raggiunge per rimetterlo in gabbia. Dallo zoo Leo non sta cercando di fuggire anzi fraternizza e simpatizza con due personaggi buoni compagni di avventura. A volte Leo viene reclutato dal capo guardiano per svolgere alcune faccende e lavori vari nello zoo o per aiutarlo a fare bella figura con l'ispettore generale degli zoo, cosa che fallisce sempre.

## Personaggi
Leo. Leopardo antropomorfo, è uno dei pochi animali dello zoo in grado di parlare. Si lamenta spesso della mancanza di libertà, motivo per cui cerca sempre di fuggire dallo zoo. Tuttavia, considera questo posto come la sua casa e raramente si lamenta quando il custode lo riporta indietro.
Il capo guardiano. Leon è il suo nome di battesimo. Obeso ma robusto e con i baffi a spazzola, il direttore è responsabile di tutto: gestione, contabilità, distribuzione del cibo e, soprattutto, supervisione dei degli animali residenti nello zoo. Sogna di arrivare in alto e vive solo per il giorno in cui l'ispettore generale degli zoo gli darà finalmente la sua seconda striscia.
I custodi. Alcuni guardiani anonimi, che a volte assistono il capo o lo sostituiscono quando va in vacanza o in un safari.
Bobonne. La moglie del capo guardiano. Vera matrona, è vista come la legge della casa.
L'ispettore generale degli zoo. Il superiore diretto del capocantiere. Di tanto in tanto viene a visitare lo zoo per controllare che tutto vada bene o per vedere se il guardiano si merita la seconda fascia.
Gli animali. Molti di loro sono personaggi ricorrenti. Farfalla l'elefante, Bruto il leone, Balou Bahou il gorilla, Ali l'alligatore e Lino il rinoceronte.
Il visitatore avaro. Un personaggio senza nome che ha iniziato a comparire all'inizio degli anni Ottanta. È un visitatore che indossa un cappello giallo conico con la punta a forma di osso. Il suo obiettivo è entrare e visitare lo zoo senza pagare, o almeno non pagando l'intero biglietto d'ingresso.

## Periodico
Il Leone è oggetto di un periodico a parte: Léo poche.

## Pubblicazioni
- 11 libri pubblicati su Léo bête à part[6]